# Örnvisan
Örnvisan (danska Ørnevisen) är en visa från 1523 skriven som ett led i Kristian II:s propaganda för att vinna sympati hos bondefolket inför sin återkomst till Danmark efter exil i Nederländerna.
Visan handlar om den gamla örnen (Kristian II) som beskyddar alla små fåglar mot höken.